# Союзна територія
Союзна територія (англ. Union territory) — адміністративно-територіальна одиниця в складі Індійської Республіки. Станом на 2017 рік існувало 7 союзних територій.
З того часу
- 26 січня 2020 року союзні території Дадра і Нагар-Хавелі та Даман і Діу об'єднані в одну;
- 5 серпня 2019 року штат Джамму та Кашмір розділено на союзні території Джамму та Кашмір та Ладакх.

На відміну від штатів, що мають самоврядування, керуються безпосередньо центральним урядом Індії, який називають «союзним» (Union Government). За визначенням є федеральними округами.

## Список
На кінець 2020 року в Індії було 8 союзних територій.
| № | Союзна територія                    | Код | Центр                              |
| - | ----------------------------------- | --- | ---------------------------------- |
| A | Андаманські і Нікобарські острови   | AN  | Порт-Блер                          |
| C | Дадра і Нагар-Хавелі та Даман і Діу | DN  | Даман                              |
| D | Джамму та Кашмір                    | JK  | Срінагар (влітку), Джамму (взимку) |
| E | Ладакх                              | LA  | Лех                                |
| F | Лакшадвіп                           | LD  | Каваратті                          |
| G | Національний столичний округ        | ND  | Нью-Делі                           |
| H | Пудучеррі                           | PY  | Пондішері                          |
| B | Чандігарх                           | CH  | Чандігарх                          |